# 西面站 (国铁)
西面站（：／ Seomyeon yeok */?）是韓國日治時期時，朝鮮總督府鐵道东海南部线上的一个车站，位于釜山，已于1943年废止。

## 历史
- 1934年7月15日 - 落成使用[1]。
- 1943年3月31日 - 停止使用[2]。